# Planioles
Planioles – miejscowość i gmina we Francji, w regionie Oksytania, w departamencie Lot.
Według danych na rok 1990 gminę zamieszkiwało 339 osób, a gęstość zaludnienia wynosiła 58 osób/km² (wśród 3020 gmin regionu Midi-Pireneje Planioles plasuje się na 729 miejscu pod względem liczby ludności, natomiast pod względem powierzchni na miejscu 1421).